# Bernardo José Bueno Miele
Bernardo José Bueno Miele (São Bernardo do Campo, 10 settembre 1923 – Guarulhos, 22 dicembre 1981) è stato un arcivescovo cattolico brasiliano.

## Biografia
Bernardo José Bueno Miele nacque il 10 settembre 1923 a São Bernardo do Campo.
Dopo aver frequentato la Escola Dom Bosco a São Bernardo do Campo e il Colégio Arquidiocesano dos Irmãos Maristas a  San Paolo, studiò ingegneria all'Universidade de São Paulo. Maturata la vocazione alla vita consacrata, nel 1945 entrò nel Seminário Central do Ipiranga sempre a San Paolo. Fu inviato nel 1947 a Roma per gli studi di teologia presso la Pontificia Università Gregoriana, laureandosi in diritto canonico nel 1953.
Fu ordinato presbitero l'8 dicembre 1950 dal cardinale Benedetto Aloisi Masella nella chiesa del Gesù.
Dopo l'ordinazione sacerdotale e terminati gli studi, tornò in Brasile, dove fu nominato professore per il Seminário Central de São Paulo, officiale del tribunale ecclesiastico e assistente del consiglio arcidiocesano di Azione Cattolica. Nel 1961 fu nominato rettore del Seminário Central de Filosofia di Aparecida e professore di filosofia e teologia.
Il 22 novembre 1962 papa Giovanni XXIII lo nominò vescovo ausiliare di Campinas, assegnandogli la sede titolare di Bararo. Ricevette l'ordinazione episcopale il 10 febbraio 1963, nella cattedrale di Campinas, per imposizione delle mani dell'arcivescovo Paulo de Tarso Campos. Durante il suo ministero come ausiliare, compì numerose visite pastorali, promosse incontri e pianificazioni per il coordinamento missionario e pastorale, diede impulso a numerose iniziative, incontrando informalmente clero e laici. Incoraggiò oltrettuto il rinnovamento liturgico, guidando personalmente i parroci.
Fu padre conciliare durante il Concilio Vaticano II, partecipando a tre delle quattro sessioni.
Il 25 gennaio 1967 papa Paolo VI lo nominò arcivescovo coadiutore di Ribeirão Preto assegnandogli la sede titolare di Uppenna con il titolo personale di arcivescovo.
Succedette al governo dell'arcidiocesi il 12 luglio 1972, giorno della morte del suo predecessore, l'arcivescovo Felício César da Cunha Vasconcelos.
Volendo garantire la migliore formazione possibile per i seminaristi, fondò il Centro de Estudos da Arquidiocese de Ribeirão Preto, per gli studi di teologia e per la formazione pastorale dei catechisti.
Fu un pastore zelante, animato da un grande spirito di abnegazione per il prossimo, ebbe cura di essere vicino al popolo, istituendo numerose iniziative pastorali coordinando il clero nella cooperazione con i laici.
Dopo aver retto l'arcidiocesi per nove anni e mezzo, morì a Guarulhos il 22 dicembre 1981, dopo essere stato ricoverato per un malore improvviso mentre era in viaggio verso Aparecida, dove avrebbe dovuto trascorrere il Natale, all'età di 58 anni.

## Genealogia episcopale e successione apostolica
La genealogia episcopale è:
- Cardinale Scipione Rebiba
- Cardinale Giulio Antonio Santori
- Cardinale Girolamo Bernerio, O.P.
- Arcivescovo Galeazzo Sanvitale
- Cardinale Ludovico Ludovisi
- Cardinale Luigi Caetani
- Cardinale Ulderico Carpegna
- Cardinale Paluzzo Paluzzi Altieri degli Albertoni
- Papa Benedetto XIII
- Papa Benedetto XIV
- Papa Clemente XIII
- Cardinale Bernardino Giraud
- Cardinale Alessandro Mattei
- Cardinale Pietro Francesco Galleffi
- Cardinale Giacomo Filippo Fransoni
- Cardinale Carlo Sacconi
- Cardinale Edward Henry Howard
- Cardinale Mariano Rampolla del Tindaro
- Cardinale Rafael Merry del Val
- Arcivescovo Duarte Leopoldo e Silva
- Arcivescovo Paulo de Tarso Campos
- Arcivescovo Bernardo José Bueno Miele

La successione apostolica è:
- Vescovo Florentino Zabalza Iturri, O.A.R. (1971)